# Rasa (Einheit)
Rasa, auch Raza, war ein portugiesisches Volumenmaß. Alqueire, ähnlich dem Scheffel in Lissabon mit etwa 13,8 Liter bei Getreide, war in Portugal und Brasilien unterschiedlich nach Ware und Region.
- 1 Rasa = 1 Alqueire ≈ 20 Liter